# Грушко, Игорь Александрович
И́горь Алекса́ндрович Грушко́ — советский математик, известен своей работой в теории групп.

## Биография
Родился 9 августа 1912 года в Ростове. Отец Игоря Александр Степанович Грушко окончил в 1911 году Ярославский Юридический Демидовский лицей.
Мать Елизавета Александровна, дочь известного ростовского кондитера Александра Васильевича Смыслова, окончила VIII  педагогический класс Мариинской женской гимназии в 1908 году.
В 1911 году семья переехала в Варшаву, к месту службы Александра Степановича.
Перед рождением сына Елизавета Александровна переехала к родителем в Ростов, где и родился будущий математик.
В 1915 году отец возвратился в Ростов, где работал следователем, а затем адвокатом до самой смерти.
Мать умерла от чахотки через несколько лет после рождения сына.
До 1929 года Грушко учился в бывшей Кекинской гимназии. После окончания средней школы  два года работал на предприятиях Ростова.
1 августа 1931 года Грушко поступил на факультет математики и механики Ленинградского государственного университета на специальность: «Математика», став одним из учеников известного математика В. А. Тартаковского. В ноябре 1936 года, защитив под его руководством дипломную работу на тему: «Решение проблемы тождества в некоторых группах», Грушко получил квалификацию научного работника 11 разряда в области математики и преподавателя вуза, втуза, техникума, рабфака и старших классов средней школы.
После окончания университета был направлен в аспирантуру при Ленинградском государственном университете по специальности «Высшая алгебра»  и учился там с сентября 1937 по июнь 1940 года.
Осенью 1938 года Грушко поступил на службу в Высшее военно-морское училище на должность преподавателя и продолжал там служить до окончания учёбы в аспирантуре.
14 июня 1940 года защитил кандидатскую диссертацию на тему: «О базисах свободного произведения групп» под руководством В, А.Тартаковского. 
В этой диссертации он сформулировал и доказал теорему, носящую его имя.
20 июня 1940 года учёным советом Ленинградского государственного университета имени А. С. Бубкова был утверждён в степени кандидата физико-математических наук.
В декабре 1940 года был направлен по путёвке Наркомпроса в Молотовский государственный университет имени А. М. Горького (ныне — Пермский государственный университет) на должность доцента по кафедре высшей алгебры.
10 июня 1941 года Высшей квалификационной комиссией Всесоюзного комитета по делам высшей школы при СНК СССР утверждён в учёной должности  доцента по кафедре высшей алгебры.
Со второго семестра 1940/41 учебного года работал в должности исполняющего обязанности заведующего кафедрой высшей алгебры.
Вёл циклы: «Высшая алгебра», «Теория чисел», спецкурс «Теория Галуа» на четвёртом курсе физико-математического факультета.
Приказом № 85 от 24 июня 1941 года по Молотовскому государственному университету был отчислен из состава работников университета в связи с призывом в ряды РККА.
В октябре 1941 года младший лейтенант командир взвода 270 отдельного зенитного артдивизиона  И. А. Грушко был мобилизован и вскоре пропал без вести.
Точная дата смерти не известна.
Наиболее вероятно, что он погиб в боях под Вязьмой.

## Научная деятельность
В «Математическом сборнике» опубликованы две научные работы Грушко:
- «Решение проблемы тождества в группах с несколькими соотношениями специального вида»: том 3 (45), № 3, с. 543—551 (1938 год).
- «О базисах свободного произведения групп»: том 8 (50), № 1, с. 169—182 (1940 год).

На основании работы «О базисах свободного произведения групп» в современных книгах по теории групп отведены большие разделы под названием «Теорема Грушко о разложении».